# 타우리스 섬의 이피게니에

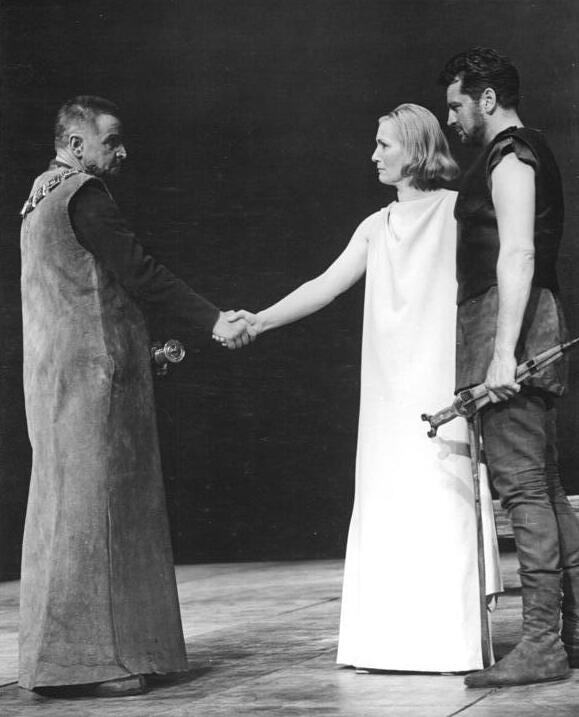

《타우리스 섬의 이피게니에》(Iphigenie auf Tauris)는 요한 볼프강 폰 괴테의 희곡이다. 에우리피데스의 《이피게네이아》에 기반을 두고 있다. 1779년 산문 형식으로 써놓은 것을, 1786년 이탈리아 여행 중 시 형식으로 만들었다. 괴테가 고대 그리스 신화에서 소재를 얻어 쓴 〈타우리스의 이피게니〉에는 여러 작품에서 다룬 “인간 구원”의 주제가 더욱 두드러진다. 괴테는 이피게니의 순수함과 부드러움을 겸비한 여성적 인간상에 세상의 모든 죄악을 씻어 내고 갈등을 화해시키는 신적 치유력을 부여해 그녀를 인간이 도달할 수 있는 최고 경지로 끌어올린다.

## 내용
〈타우리스의 이피게니〉는 괴테가 고대 그리스 문화에 대한 동경과 인도주의 정신을 잘 드러낸 작품이다. 신의 저주로 누대에 걸쳐 골육상잔을 반복한 아트레우스 가문의 이야기를 소재로 했다.
아가멤논은 동생 메넬라오스의 아내 헬레네를 유혹해 간 트로이의 왕자 파리스에게 복수하기 위해 그리스 연합군을 이끌고 원정에 나선다. 디아나 여신이 아가멤논의 실수를 문제 삼아 아울리스항에 출항할 배들을 묶어 두자 아가멤논은 여신을 달래기 위해 큰딸 이피게니를 제물로 바친다. 화가 풀린 여신은 이피게니를 구름으로 감싸 타우리스로 데려간다. 타우리스의 왕은 모든 이방인을 디아나 여신에게 제물로 바치는 오랜 관습을 따르지 않고 이피게니를 디아나 여신의 사제로 삼는다. 한편 트로이 성을 함락하고 개선한 아가멤논은 클리타임네스트라와 그 간부의 손에 살해된다. 아버지 죽음에 복수하고자 어머니를 살해한 오레스트는 복수의 여신들에게 쫓기다 아폴론의 신탁을 얻어 타우리스에 이른다.
인간 구원이라는 〈이피게니〉의 주제는 작가 괴테의 체험과 밀접한 관련이 있다. 바이마르에서 슈타인 부인을 알게 된 괴테는 그녀의 순수한 인간성에 감화되어 질풍노도(Sturm und Drang)기의 격정과 불안, 거칠고 혼미한 정신 상태에서 벗어날 수 있었다. 이 체험에서 그는 인간의 무한한 이해심, 신뢰와 사랑이 타인의 인간애와 도덕성을 일깨우고 발전시키며 불안한 영혼에 조화와 평화를 가져다준다는 신념을 갖게 되었다. 고결한 여성의 맑고 순수한 인간성이 인간의 정서와 도덕에 미치는 영향은 《젊은 베르터의 슬픔》과 〈파우스트〉를 비롯한 괴테의 여러 작품에서 주제가 되고 있지만 〈이피게니〉에 가장 잘 표현되어 있다. 괴테가 슈타인 부인에 의해 구원되었듯 어머니를 살해했다는 죄책감으로 괴로워하는 오레스트는 누나 이피게니의 맑고 깨끗한 인간성에 의해 구원된다.